# ホスピタルラジオ

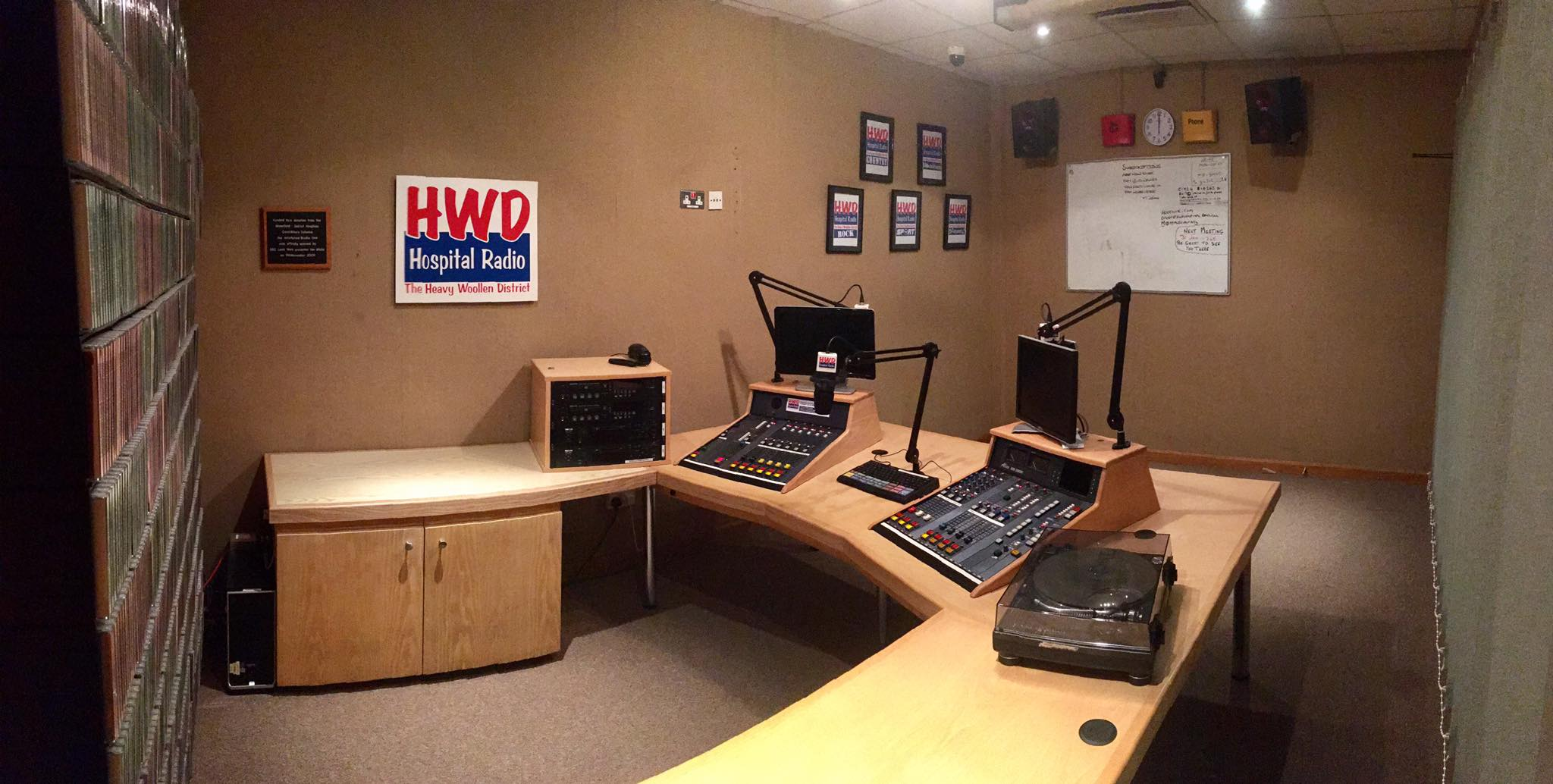
イギリスのウェスト・ヨークシャーにある病院でホスピタルラジオの放送を行っているHWD Hospital Radioの放送スタジオ。

ホスピタルラジオ（Hospital radio、病院ラジオとも）はイギリスを中心とした英語圏で広く浸透しているボランティア活動の一種。病院内または近郊に小さな放送スタジオを構え、院内のベッドサイドのイヤホンなどから聞くことのできる音楽やニュースなどを提供する。1926年から始まったこの取り組みは、全盛期には300を超える放送局が活動を行っていたが、2022年時点においてホスピタルラジオ連盟(HBA)に登録している放送局は170件前後である。放送局の運営や放送内容は基本的に独自に行われており、週末の夕方だけ放送する局もあれば、毎日決まった時間のみ放送している局、24時間放送している局など多様性に富んでいる。日本においては藤田医科大学病院が2019年12月18日よりインターネットを利用したホスピタルラジオ「フジタイム」の取り組みを開始したことが報道されており、同院では日本初のホスピタルラジオと謳っている。

## 歴史
ホスピタルラジオは1922年にBBCが開局し、電波放送についての関心が高まったことが契機となり、1926年にイギリスのヨーク郡で始まったものが最初と言われている。当初は入院している患者に対してサッカーの試合結果や教会の礼拝を伝えることを目的としていたとみられている。この取り組みはイギリス全土に普及していくが、第二次世界大戦によって電波管理が厳格化され、本格的な広がりを見せるのは戦後に入ってからとなる。1992年にはホスピタルラジオ連盟(HBA)が設立され、支援者たちによるホスピタルラジオの活動を支援する体制が整えられた。従来は物理的なケーブルでスタジオから各ベッドサイドまでを接続していたが、2000年代に入ると、Hospediaのようなホスピタルラジオの仕組みをパッケージングして提供する会社も登場し、テレビや商業ラジオと並行して入院患者が選択可能なチャンネルのひとつとして取り扱われるようになった。2016年の調査では低出力のAM波を用いたホスピタルラジオの放送が29局、低出力のFM波を用いたホスピタルラジオの放送が5局あり、それ以外は有線による放送または院内Wi-Fiシステムと統合して放送する形をとっていた。コンピュータを用いたシステム化も各局で進められており、24時間放送が可能になっている局も多数存在する。HBAの調査では回答した局の92%が24時間放送を行っているという結果となった。

## 効果
HBAが2016年にホスピタルラジオ運営関係者に向けて行った調査によれば、患者の退屈の緩和、コミュニケーションを通した孤独感の緩和、不安や不満の緩和、やる気のなさの緩和、脱人格化感覚の低減、健康情報の普及といった効果が考えられるという回答結果となった。名古屋大学の小川明子は『放送レポート』の中で、入院前はいち個人として生活を営んでいた者が入院すると「患者」として一律に扱われることに対し、ラジオパーソナリティとのコミュニケーション（曲のリクエストや番組へのコメントとそれに対するリアクションなど）を通して一人の人間として扱われることに対する幸福感を現場の声という形で紹介している。また、放送局側の効果として、比較的自由度の高い放送が可能なホスピタルラジオは、ラジオDJを目指す若者たちにとっても良い練習の場になることが挙げられている。